# Pułk Lekkiej Kawalerii Kaliskiej płk. Makarego Gorzeńskiego
Pułk Lekkiej Kawalerii Kaliskiej płk. Makarego Gorzeńskiego – polski oddział kawalerii wchodzący w skład wojsk powstańczych okresu insurekcji kościuszkowskiej.

## Formowanie
Pułk sformowany został w sierpniu 1794 na terenie województwa kaliskiego przez płk. Makarego Gorzeńskiego.
We wrześniu oddział liczył 620 konnych zorganizowanych w pięć szwadronów. 24 października, na mocy rozkazu gen. lejtn. Jana Dąbrowskiego, pułk zaliczono do koronnych jednostek liniowych.

## Żołnierze pułku
Organizatorem i dowódcą pułku był płk Makary Gorzeński, a jego zastępcą mjr Chryzolg Rogoziński (etat podpułkownika wakował). Służbę adiutanta pełnił chor. Stefan Kossecki, były chorąży w konfederacji barskiej.
W szwadronach służbę pełnili między innymi: rtm. Nepomucen Sokolnicki, rtm. Antoni Wielichowski, rtm. Walenty Wierzbicki, por. Jan Suchorzewski, chor. Walenty Cieński i chor. Bogusław Nieszkowski.